# Афиф, Ахмед
Ахмед Афиф (фр. Ahmed Afif; род. 6 января 1967, Маэ, Inner Islands) — политический и финансовый деятель Сейшельских Островов. С 26 октября 2020 года является вице-президентом страны, сменив на этой должности Винсента Меритона.

## Биография
Родился на Маэ, крупнейшем из островов Сейшельского архипелага, в семье Абдуллы Афифа, президента Объединённой республики Сувадиве с 1959 по 1963 год. Окончил Уорикский университет по специальностям математика, операционные исследования, статистика и экономика. Был председателем «NouvoBanq Seychelles» и «Seychelles Savings Bank».
В 2006 году впервые был избран в Национальную ассамблею от округа Анс-Этуаль. В 2018 году был избран заместителем спикера Национальной ассамблеи Сейшельских Островов. 26 октября 2020 года, после победы на всеобщих выборах, Ахмед Афиф был приведен к присяге в должности вице-президента.